# آخيم بيرلورزر
Achim Beierlorzer (مواليد 20 نوفمبر 1967) هو مدرب كرة قدم ألماني، شغل مؤخرًا منصب المدير المؤقت لفريق آر بي لايبزيغ وهو الشقيق الأصغر لبيرترام بيرلورزر.
لم يكن بيرليروزر أبدًا لاعب كرة قدم محترف ولكنه لعب لـنورمبرغ والفريق الثاني.
في 5 ديسمبر 2021 ، تم تعيين بيرلورزر مدربًا مؤقتًا لفريق آر بي لايبزيغ بعد أن تخلى النادي عن جيسي مارش.